# 黄岛区
黄岛区是中国山东省青岛市所辖的一个市辖区。黄岛区与第九个国家级新区青岛西海岸新区实行一个机构两块牌子的管理体制。首批国家级经济技术开发区青岛经济技术开发区，青岛港重要的港区青岛前湾保税港区和董家口港区均位于黄岛区。
黄岛区位于京津冀都市圈和长三角都市圈的中间地带，是沿黄河流域主要出海通道和亚欧大陆桥东部重要端点，是沈（阳）海（口）、青（岛）银（川）国家东西、南北大通道的交汇点；与朝鲜半岛、日本列岛隔海相望，与釜山、东京、旧金山等湾区城市处于同一黄金纬度，具有辐射内陆、连通南北、面向太平洋的战略区位优势。

## 名称
黄岛区因坐落在“黄岛”因而得名。黄岛原是胶州湾中的一座岛屿，面积约5.33平方公里。由于黄岛油港建设需要，从1980年起开始填海造地，现已与陆地连成一片。其名称根据民国二十年出版的《增修胶志》中记载：
|                          | 淮子口之北为少海，海中有岛为黄岛。……海中潮汐薄岸，地极泻卤。 |
| ——《增修胶志·卷五·山川》 |                                                              |

|                          | 黄岛在黄庵北，有岛之名，实为平冈。潮来则四面皆水，潮落则徒步可入。其北可暂尔避风，不可久泊，卫志称间汛。 |
| ——《增修胶志·卷六·形胜》 | |

据上可知，“黄”字主要是因为黄岛在黄庵山之北，且由于土地含卤较高呈现黄色所得。“岛”主要是因为在潮起时候黄岛四周皆会被海水覆盖。

## 历史
1929年9月，南京国民政府改置海西区，辖黄岛、薛家岛等地。
1944年，设藏马县。1946年9月改珠山县为胶南县。1956年，藏马县并入胶南县。
1976年10月，山东省革命委员会决定，将黄岛、薛家岛、辛安共计3处人民公社从昌潍地区胶南县划出，组建黄岛革命委员会，为县级建制。
1979年1月，国务院批准，将黄岛革命委员会所辖3处人民公社从昌潍地区分出，改为青岛市黄岛区，县级市区建置。
1984年8月改人民公社为乡镇建制，成立黄岛镇、薛家岛镇。原辛安人民公社一分为二，成立辛安镇和柳花泊乡。
1992年，青岛经济技术开发区与黄岛区体制、区划合二为一。为一套班子、两块牌子。
2012年12月1日，经国务院批复，撤销青岛市原黄岛区、原胶南市，组建新的黄岛区。
2014年6月3日，经国务院批复，成立青岛西海岸新区，包括黄岛区全部行政区域。

## 人口
2021年，黃島區（青島西海岸新區）常住人口196.42萬人，比上年增長2.63%。其中，城鎮常住人口162.69萬人，常住人口城鎮化率82.83%，比上年提高0.83個百分點。

## 經濟
2016年，黄岛区在山东省137个县（市、区）中GDP规模和涨幅均位列第一。

## 地理

### 地理位置
黄岛区位于胶东半岛东南部，胶州湾西海岸，地理坐标范围为北纬35°35′～36°08′，东经119°30′～120°18′，东经120°经线穿过辖区，全区均位于UTC+8时区内。东与青岛主城区隔胶州湾相望，南隔海州湾与江苏省连云港市相对，西至东分别与日照市东港区、日照市五莲县、潍坊市诸城市、青岛市胶州市接壤。城区分为东西两部分，分别位于黄岛区东北部和中部地区。

### 水文
黄岛区内河流均属沿季风区雨源型河流，其特点是自成流域体系，河道径流量的季节变化较为明显。黄岛区内目前有大小河流47条，分属风河流域、洋河流域、白马-吉利河流域、南胶莱河流域四个流域。其中风河是黄岛区内流域面积最大的河流（315.48km²），洋河是干流长度最长的河流（45.89km）。截止2013年底，黄岛区共有中型水]5座，库容34368万m³、小型水库207座，库容13998万m³，其中最大的水库是位于理务关镇东北部的吉利河水库，总库容7400万m³。黄岛区平均人均水资源占有量314m³，属水资源较为匮乏的地区。

## 交通
黄岛区内拥有较为完善的交通网络，拥有 沈海高速、 青兰高速、胶黄铁路、青盐铁路、 204国道等重要交通通道。通过胶州湾跨海大桥和胶州湾海底隧道可直达青岛市区。同时区内拥有前湾港和董家口港等重要港口，是胶东半岛地区重要出海通道之一。辖区内的青盐铁路是国家“一带一路”战略配套的重大基础设施，是中国“五纵五横”综合运输大通道南北沿海运输通道的重要组成部分。

### 铁路运输
铁路青盐线是黄岛区内首条具有客运功能的线路，在区内设有作为青岛铁路枢纽重要节点的青岛西站（规模为4台11线）和董家口站。其中青岛西站位于西部城区铁山街道辖内，董家口站位于区最南部。

1991年12月开始建设并于1996年4月正式运营的铁路胶黄线是黄岛区内首条运营的铁路。它承担着青岛老港区和前湾港区两大港区繁重的铁路运输。2007年胶黄线完成了复线电气化改造，将运营时速从60公里提高到了120公里。为配合董家口港区建设，董家口港区疏港线于2017年开工建设，2018年建成通车。

### 道路运输
早在秦代，黄岛区内便设置有通往朐县和成山的驰道。至明代，建设有驿道自灵山卫通往胶州地区。德占时期，侵略军曾修筑安子码头至南营村长约2.5千米的军用公路。后期修筑了薛家岛通往周围地区的多条简易公路和环胶州湾路基。新中国成立以后，道路交通交通事业发展迅速，相继建设了 204国道、 228国道、 341国道、 342国道、 沈海高速、 青兰高速、 前湾港区1号疏港高速、 前湾港区2号疏港高速、 前湾港区3号疏港高速和诸多省道。截止到2015年末，黄岛区内共有国、省道公路638.0公里，城市道路649.57公里，道路通车总里程达到3071.98公里，道路密度为146.6公里/百平方公里，基本形成了贯通黄岛区东西两城区、连接各经济功能区和镇驻地的道路交通网络。
黄岛区内公路客运运输起于1927年，当时胶县私办胶红汽车公司开通了运营与胶县和红石崖之间的客运汽车。1938年由于日军侵略，公路客运一度中止。1954年青岛长途汽车运输公司在王戈庄设立的汽车站是黄岛区内首个汽车站。截止2016年末，黄岛区内共建设有公路客运站2处，分别是西海岸汽车东站和青岛西海岸汽车总站。设有客运线路121条，公路客运网络四通八达，开设有前往日照、威海、烟台等处的线路。
明清至建国初期，道路货物运输主要依靠商贩手推车和牲口驮运。

### 公共运输
1987年7月黄岛区公交公司成立，并开通了两条公交线路。1989年4月开发区公交公司成立。1993年9月两者合并成为青岛经济技术开发区公交总公司。2015年1月在原有开发区公交公司基础上成立了真情巴士集团有限公司。至此原黄岛区辖区公交全部由青岛真情巴士集团有限公司运营。
1988年原胶南市政府安排企业购置并开通了原胶南市辖区首条公交线路。2005年原胶南市政府通过招标引入交运集团温馨巴士。2014年，青岛交运集团与青岛八方交通集团达成收购协议。至此原胶南市辖区公交全部由交运集团温馨巴士有限公司运营。
黄岛区公交系统与青岛市市区公交系统基本独立，通过隧道公交互相连接。黄岛区公交线路目前由两家公司运营，分别是主要运营原胶南市范围内线路的交运集团温馨巴士公司和主要运营开发区范围内公交线路的青岛真情巴士集团。截止到2015年末，黄岛区内共有公交线路134条，其中城区公交线路76条、城乡线路59条，公交车1607辆，公交年客运总量达到2亿人次。
截至2025年，黄岛区运营的地铁线路有1号线、6号线和西海岸快线，尚在规划中的有2号线和12号线。
其中1号线纵穿、2号线横穿胶州湾口，连通青岛市东岸城区与西岸城区；6号线由王台街道经开发区现状城区至青岛西站，西海岸快线连接前湾港区与董家口港区，两线均为黄岛区内部线路；12号线连接金沙滩与青岛胶东国际机场。
黄岛区现有出租车运营企业5家，出租车692辆。

### 水上运输
黄岛区内现有港口企业3家，分别是青岛积米崖港务有限公司、青岛大湾港务有限公司和中石化销售有限公司山东青岛石油分公司。年吞吐量可达420万吨。
目前黄岛区拥有青岛港四大主要港区中的三个：前湾港、董家口港、黄岛港，是青岛市大部分航运物流的必经之地。这三大港区目前共有生产性泊位71个，其中万吨级以上64个。其中前湾港区是国内最大的集装箱中转港之一，黄岛港区是青岛港石油及液体化工品主要转运基地、董家口港区是全国首个具备40万吨级矿石船直靠能力的港口。
截止到2015年底，青岛港已与世界各国家和地区的700多个港口建立了航线网络。目前，西海岸新区国家A级航运物流企业共有17家，其中5A级1家、4A级和3A级均有5家，2A级企业6家。
现有客运码头8座：黄岛轮渡码头、薛家岛旅游交通码头、前湾平安码头、竹岔岛陆岛交通码头、积米崖码头、灵山岛陆岛交通码头、琅琊台码头、龙门顶码头。

### 航空运输
黄岛区内目前没有航空机场，航空出行主要依靠距离青岛胶东国际机场，距离黄岛区约60千米，规划地铁12号线建成后直达胶东机场。
2015年12月，位于红石崖街道的青岛西海岸通用机场获得批复，成为青岛市首家获得批复的通用航空机场，也是黄岛区内唯一一处民用航空机场。该项目将按照3C类通用机场标准进行建设，主要定位为直升机试飞与应急救援中心，重点发展直升机试飞、通航旅游、应急救援与城市服务、工农林作业飞行等。

### 跨海通道

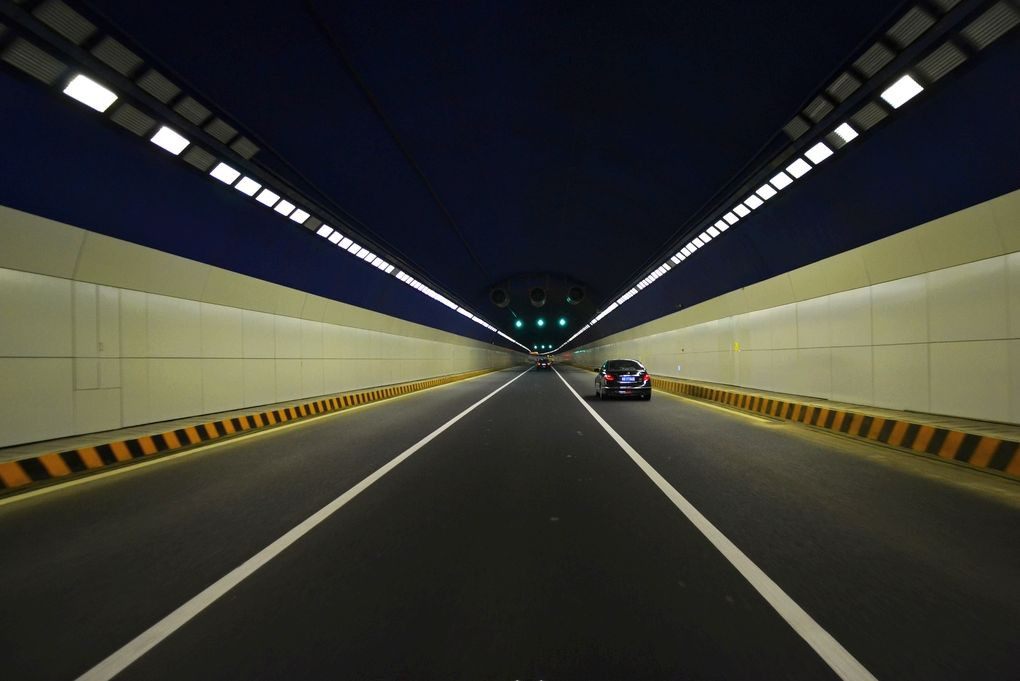
胶州湾隧道内

黄岛区位于胶州湾西岸，与青岛市区隔胶州湾相望，这造成了两者相互交流的不便。1986年12月28日，青岛轮渡的青岛－黄岛航线正式通航，极大地方便了两岸人民的交流沟通。但由于轮渡航行受天气情况影响较大，无法航行时只能绕行胶州湾沿岸公路。2011年6月，青岛胶州湾隧道和胶州湾大桥通车，同时开通了往来隧道两岸的隧道公交。但由于胶州湾隧道只能通行客车，目前黄岛区正在建设胶州湾第二海底隧道。2015年12月，跨越胶州湾连接青黄两地的地铁1号线开工，并已于2021年建成通车。在青岛地铁远景年规划中，地铁2号线西延也将成为连接黄岛北部城区和青岛北部市区的重要通道。

## 旅游

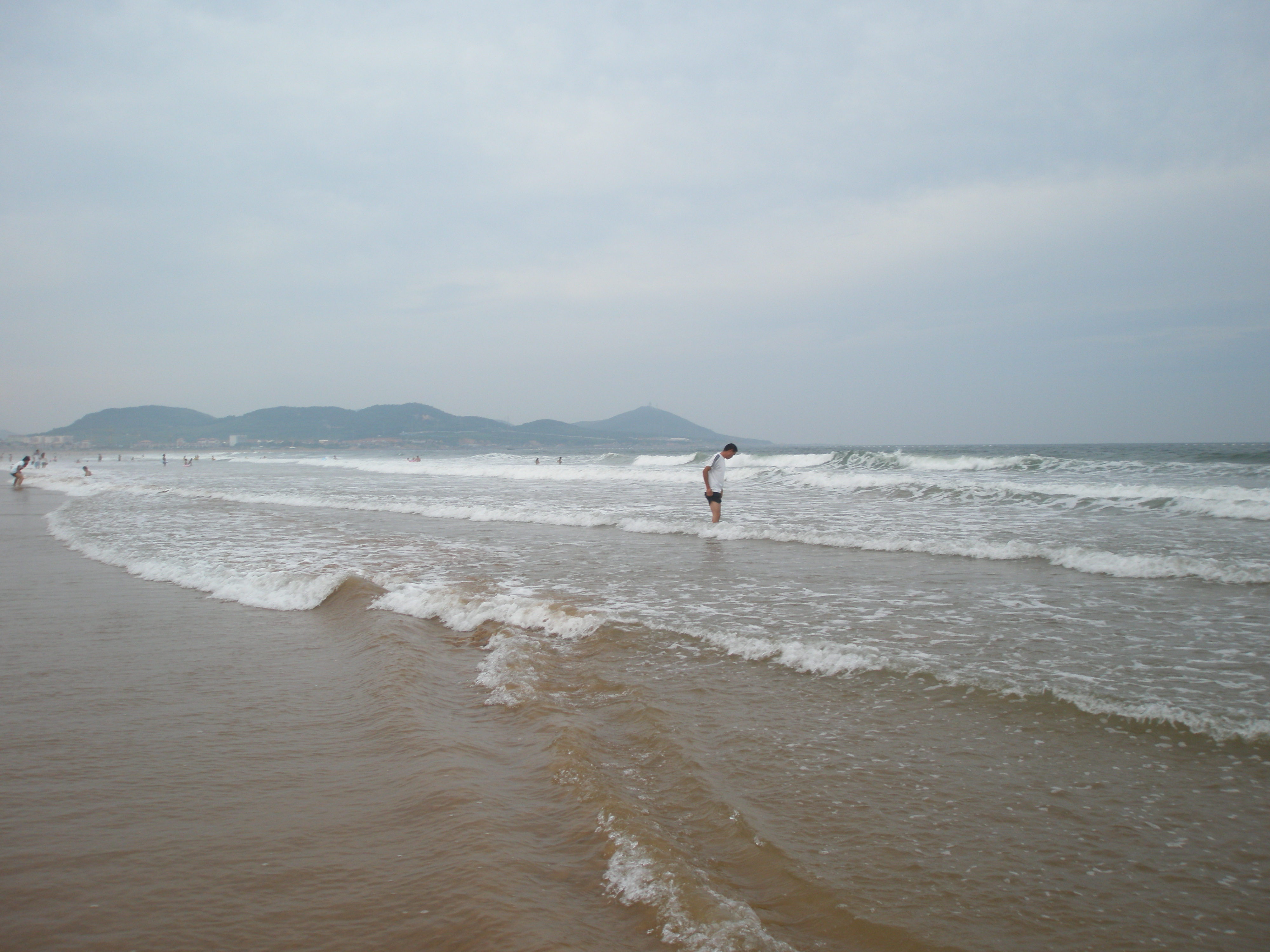
金沙滩

黄岛区旅游资源分布大致可概括为四山（大珠山、小珠山、藏马山、铁橛山）、三湾（灵山湾、龙湾、唐岛湾）、一台（琅琊台）、三岛（灵山岛、斋堂岛、凤凰岛）。截止2014年底，黄岛区共有4A级旅游景区6处，全国农业旅游示范点3家。

## 教育
黄岛区内教育最早可追溯至明朝正统元年（1436年）在灵山卫设立的灵山卫武学，其于正统十年（1445）年改为儒学，是当时境内最大的官办学堂。清末至民国年间，辖内主要以私塾、义塾为主。新中国成立后教育事业发展较为迅速，

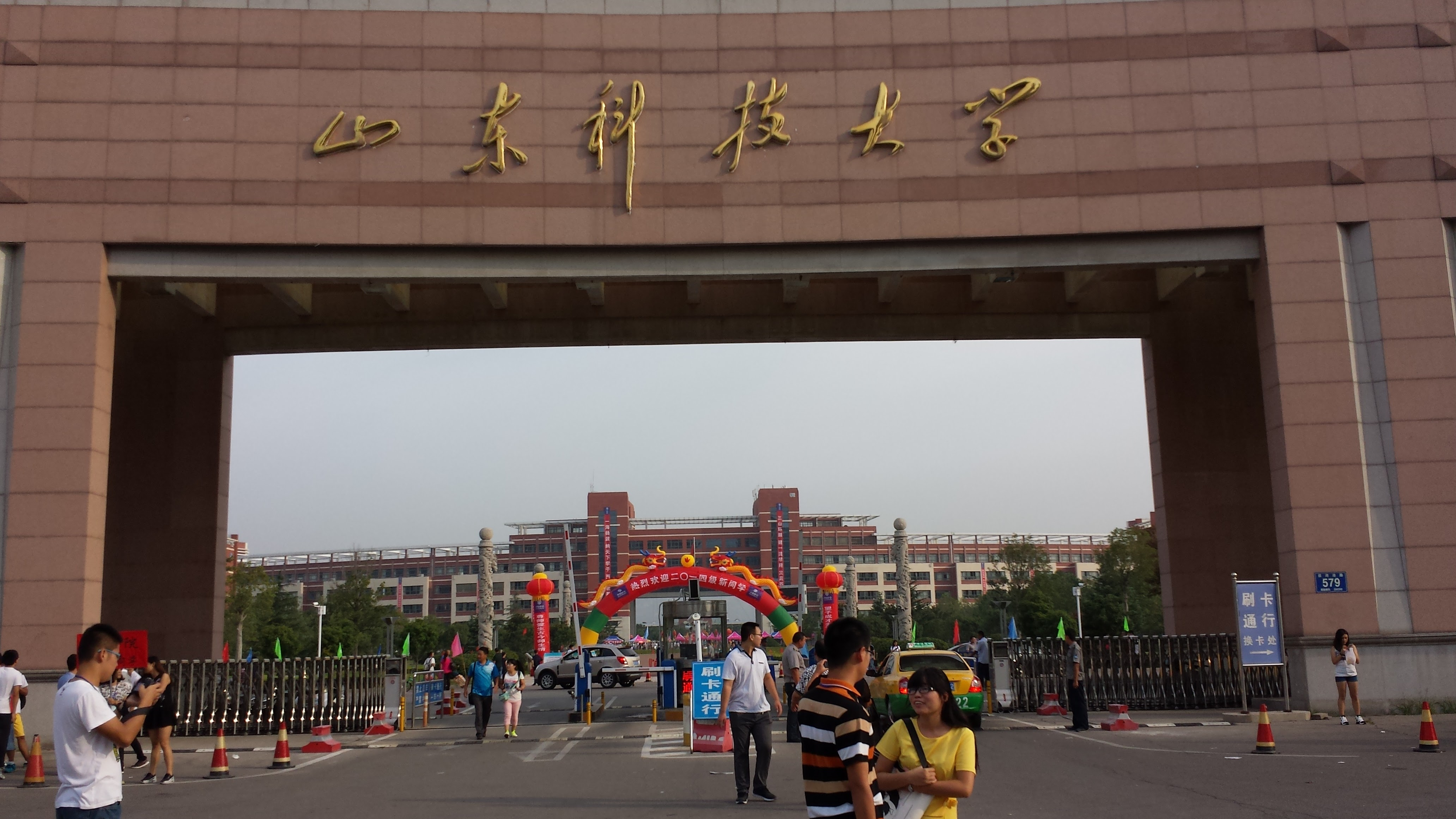
山东科技大学南门

### 高等教育
黄岛区内现有中国石油大学（华东）、山东科技大学、青岛理工大学、青岛职业技术学院、青岛港湾职业技术学院等高等院校多所，另有哈尔滨工程大学、中国海洋大学等院校已在黄岛区古镇口大学城内建设校区。

## 行政区划
黄岛区人民政府现驻隐珠街道西海岸路181号，现辖14个街道、8个镇、4个经济园区：

街道：黄岛街道、辛安街道、薛家岛街道、灵珠山街道、长江路街道、红石崖街道、灵山卫街道、胶南街道、珠海街道、隐珠街道、铁山街道、滨海街道、王台街道、张家楼街道。
镇：琅琊镇、泊里镇、大场镇、大村镇、六汪镇、海青镇、宝山镇、藏马镇。
其他：灵山岛省级自然保护区。

## 友好城市
- 西澳大利亚州卡拉萨市（2014年）
- 法國 欧什（2018年）